# Smeathmannia laevigata
Smeathmannia laevigata är en passionsblomsväxtart som beskrevs av Soland. och Robert Brown. Smeathmannia laevigata ingår i släktet Smeathmannia och familjen passionsblomsväxter. Utöver nominatformen finns också underarten S. l. nigerica.